# Eumasia crypsiphila
Eumasia crypsiphila är en fjärilsart som beskrevs av Edward Meyrick 1919. Eumasia crypsiphila ingår i släktet Eumasia och familjen säckspinnare. Inga underarter finns listade i Catalogue of Life.